# Bassiano
Bassiano (en dialecte : Vassiàno) est une commune italienne d'environ 1 490 habitants, située dans la province de Latina, dans la région Latium, en Italie centrale.

## Lieux d'interet
- Musée de l'écrit : fondé en 2009 et rendant hommage à Aldo Manuzio (1450-1515) helléniste romain et imprimeur éminent  de la Renaissance à Venise.

## Administration
| Période                                  | Période | Identité | Étiquette | Qualité |
| ---------------------------------------- | ------- | -------- | --------- | ------- |
|                                          |         |          |           |         |
| Les données manquantes sont à compléter. |         |          |           |         |

### Communes limitrophes
Carpineto Romano, Norma, Sermoneta, Sezze.

## Personnalités
- Alde Manuce